# العلاقات الكوستاريكية الميانمارية
العلاقات الكوستاريكية الميانمارية هي العلاقات الثنائية التي تجمع بين كوستاريكا وميانمار.

## مقارنة بين البلدين
هذه مقارنة عامة ومرجعية للدولتين:
| وجه المقارنة                                              | كوستاريكا                                 | ميانمار          |
| --------------------------------------------------------- | ----------------------------------------- | ---------------- |
| المساحة (كم2)                                             | 51.10 ألف                                 | 676.58 ألف       |
| عدد السكان (نسمة)                                         | 4.91 مليون                                | 53.37 مليون      |
| الكثافة السكانية (ن./كم²)                                 | 96.09                                     | 78.88            |
| العاصمة                                                   | سان خوسيه                                 | نايبيداو، يانغون |
| اللغة الرسمية                                             | اللغة الإسبانية                           | اللغة البورمية   |
| العملة                                                    | كولون كوستاريكي                           | كيات ميانماري    |
| الناتج المحلي الإجمالي (بليون دولار)                      | 57.06 مليار                               | 69.32 مليار      |
| الناتج المحلي الإجمالي (تعادل القوة الشرائية) بليون دولار | 74.98 مليار                               | 282.95 مليار     |
| الناتج المحلي الإجمالي الاسمي للفرد دولار أمريكي          | 11.26 ألف                                 | 1.16 ألف         |
| الناتج المحلي الإجمالي للفرد دولار أمريكي                 | 14.92 ألف                                 |                  |
| مؤشر التنمية البشرية                                      | 0.766                                     | 0.536            |
| رمز المكالمات الدولي                                      | +506                                      | +95              |
| رمز الإنترنت                                              | .cr، قائمة نطاقات المستوى الأعلى للإنترنت | .mm              |
| المنطقة الزمنية                                           | 00                                        | ت ع م+06:30      |

## منظمات دولية مشتركة
يشترك البلدان في عضوية مجموعة من المنظمات الدولية، منها:
| علم المنظمة | اسم المنظمة                        | تاريخ انضمام كوستاريكا | تاريخ انضمام ميانمار |
| ----------- | ---------------------------------- | ---------------------- | -------------------- |
|             | مؤسسة التنمية الدولية              | 30 يونيو 1961          | 5 نوفمبر 1962        |
|             | يونسكو                             | 19 مايو 1950           | 27 يونيو 1949        |
|             | مؤسسة التمويل الدولية              | 20 يوليو 1956          | 3 ديسمبر 1956        |
|             | منظمة حظر الأسلحة الكيميائية       | ?                      | ?                    |
|             | الأمم المتحدة                      | 2 نوفمبر 1945          | 19 أبريل 1948        |
|             | الاتحاد الدولي للاتصالات           | 13 سبتمبر 1932         | 15 سبتمبر 1937       |
|             | منظمة الشرطة الجنائية الدولية      | ?                      | ?                    |
|             | البنك الدولي للإنشاء والتعمير      | 8 يناير 1946           | 3 يناير 1952         |
|             | الاتحاد البريدي العالمي            | ?                      | ?                    |
|             | وكالة ضمان الاستثمار متعدد الأطراف | 8 فبراير 1994          | 16 ديسمبر 2013       |
|             | منظمة التجارة العالمية             | ?                      | ?                    |

## وصلات خارجية
- موقع وزارة الخارجية الكوستاريكية
- موقع وزارة الخارجية الميانمارية